# Lijst van voetbalinterlands Kameroen - Oezbekistan
Deze lijst van voetbalinterlands is een overzicht van alle officiële voetbalwedstrijden tussen de nationale teams van Kameroen en Oezbekistan. De landen speelden tot op heden een keer tegen elkaar. Dat was een vriendschappelijke wedstrijd op 23 september 2022 in Goyang (Zuid-Korea).

## Wedstrijden
| № | Plaats | Datum             | Competitie        | Wedstrijd              | Uitslag |
| - | ------ | ----------------- | ----------------- | ---------------------- | ------- |
| 1 | Goyang | 23 september 2022 | Vriendschappelijk | Kameroen – Oezbekistan | 0 – 2   |

## Samenvatting
| Competitie        | Totaal gespeeld | Winst Kameroen | Gelijk | Winst Oezbekistan | Doelsaldo Kameroen – Oezbekistan |
| ----------------- | --------------- | -------------- | ------ | ----------------- | -------------------------------- |
| Vriendschappelijk | 1               | 0              | 0      | 1                 | 0 − 2                            |
| Totaal            | 1               | 0              | 0      | 1                 | 0 − 2                            |

FCF · A-internationals · Selecties · Bondscoaches · Statistieken · Kameroens vrouwenelftal · Kameroen U21 · Kameroen U20 · Kameroen U19 · Kameroen U18 · Kameroen U17
1960 – 1969 · 
1970 – 1979 · 
1980 – 1989 · 
1990 – 1999 · 
2000 – 2009 · 
2010 – 2019 ·
2020 − 2029
CC 2001 · 
CC 2003
WK 1982 · 
WK 1990 · 
WK 1994 · 
WK 1998 · 
WK 2002 · 
WK 2010 · 
WK 2014 ·
WK 2022
OS 1984 · 
OS 2000 · 
OS 2008
1961 · 
1960 · 
1961 · 
1962 · 
1963 · 
1964 · 
1965 · 
1966 · 
1967 · 
1968 · 
1969 · 
1970 · 
1971 · 
1972 · 
1973 · 
1974 · 
1975 · 
1976 · 
1977 · 
1978 · 
1979 · 
1980 · 
1981 · 
1982 · 
1983 · 
1984 · 
1985 · 
1986 · 
1987 · 
1988 · 
1989 · 
1990 · 
1991 · 
1992 · 
1993 · 
1994 · 
1995 · 
1996 · 
1997 · 
1998 · 
1999 · 
2000 · 
2001 · 
2002 · 
2003 · 
2004 · 
2005 · 
2006 · 
2007 · 
2008 · 
2009 · 
2010 · 
2011 · 
2012 · 
2013 ·
2014 ·
2015 ·
2016 ·
2017 ·
2018 ·
2019 ·
2020 ·
2021 ·
2022
Albanië ·
Algerije ·
Angola ·
Argentinië ·
Australië ·
Benin ·
Bolivia ·
Brazilië ·
Bulgarije ·
Burkina Faso ·
Burundi ·
Canada ·
Centraal-Afrikaanse Republiek ·
Chili ·
Colombia ·
Comoren ·
Congo-Brazzaville ·
Congo-Kinshasa ·
Costa Rica ·
Cuba ·
Denemarken ·
Duitsland ·
Egypte ·
Engeland ·
Equatoriaal-Guinea ·
Eritrea ·
Ethiopië ·
Finland ·
Frankrijk ·
Gabon ·
Gambia ·
Georgië ·
Ghana ·
Griekenland ·
Guinee ·
Guinee-Bissau ·
Ierland ·
India ·
Indonesië ·
Iran ·
Italië ·
Ivoorkust ·
Jamaica ·
Japan ·
Kaapverdië ·
Kenia ·
Koeweit ·
Kroatië ·
Lesotho ·
Liberia ·
Libië ·
Luxemburg ·
Madagaskar ·
Malawi ·
Mali ·
Marokko ·
Mauritanië ·
Mauritius ·
Mexico ·
Moldavië · 
Mozambique ·
Namibië ·
Nederland ·
Niger ·
Nigeria ·
Noord-Macedonië ·
Noorwegen ·
Oeganda ·
Oekraïne ·
Oezbekistan ·
Oostenrijk ·
Panama ·
Paraguay ·
Peru ·
Polen ·
Portugal ·
Roemenië ·
Rusland ·
Rwanda ·
Saoedi-Arabië ·
Sao Tomé en Principe ·
Senegal ·
Servië ·
Sierra Leone ·
Slowakije ·
Soedan ·
Somalië ·
Sovjet-Unie ·
Swaziland ·
Tanzania ·
Thailand · 
Togo ·
Tsjaad ·
Tunesië ·
Turkije ·
Verenigde Staten ·
Zambia ·
Zimbabwe ·
Zuid-Afrika ·
Zuid-Korea ·
Zuid-Soedan ·
Zweden ·
Zwitserland
Brazilië (2014) · 
Brazilië (2022) · 
Denemarken (2010) · 
Egypte (2017) ·
Frankrijk (2003) · 
Italië (1982) · 
Japan (2010) · 
Kroatië (2014) · 
Mexico (2014) ·
Nederland (2010) · 
Peru (1982) · 
Polen (1982) · 
Servië (2022)
UFF · A-internationals · Bondscoaches · Statistieken · Oezbeeks vrouwenelftal · Olympisch elftal · Oezbekistan U21 · Oezbekistan U20 · Oezbekistan U19 · Oezbekistan U18 · Oezbekistan U17
1990 – 1999 ·
2000 – 2009 ·
2010 – 2019 ·
2020 – 2029 ·
1994 · 
1995 · 
1996 · 
1997 · 
1998 · 
1999 · 
2000 · 
2001 · 
2002 · 
2003 · 
2004 · 
2005 · 
2006 · 
2007 · 
2008 · 
2009 · 
2010 · 
2011 · 
2012 · 
2013 · 
2014 ·
2015 ·
2016 ·
2017 ·
2018 ·
2019 ·
2020 ·
2021 ·
2022 ·
2023
Albanië ·
Armenië ·
Australië ·
Azerbeidzjan ·
Bahrein ·
Bangladesh ·
Bolivia ·
Bosnië en Herzegovina ·
Burkina Faso ·
Cambodja ·
Canada ·
China ·
Costa Rica ·
Estland ·
Filipijnen ·
Georgië ·
Hongkong ·
India ·
Indonesië ·
Irak ·
Iran ·
Israël ·
Japan ·
Jemen ·
Jordanië ·
Kameroen ·
Kazachstan ·
Kirgizië ·
Koeweit ·
Letland ·
Libanon ·
Malediven ·
Maleisië ·
Marokko ·
Mexico ·
Mongolië ·
Montenegro ·
Nieuw-Zeeland ·
Nigeria ·
Noord-Korea ·
Oeganda ·
Oekraïne ·
Oman ·
Palestina ·
Qatar ·
Rusland ·
Saoedi-Arabië ·
Senegal ·
Singapore ·
Slowakije ·
Sri Lanka ·
Syrië ·
Tadzjikistan ·
Taiwan ·
Thailand ·
Turkije ·
Turkmenistan ·
Uruguay ·
Venezuela ·
Verenigde Arabische Emiraten ·
Verenigde Staten ·
Vietnam ·
Wit-Rusland ·
Zuid-Korea ·
Zuid-Soedan ·
Zweden